# Lygniodes hypoleuca
Lygniodes hypoleuca là một loài bướm đêm trong họ Erebidae.

## Hình ảnh

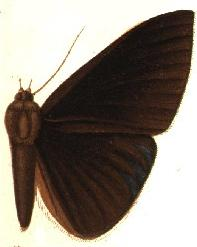